# فرانك والتون
فرانك والتون (بالإنجليزية: Frank Walton)‏ هو لاعب كرة قدم أمريكية أمريكي، ولد في 25 ديسمبر 1911 في بيفير فولز في الولايات المتحدة، وتوفي في 22 سبتمبر 1953.

## وصلات خارجية
- فرانك والتون على موقع مرجع كرة القدم المحترفة.كوم (الإنجليزية)